# Adam Kozłowiecki
Adam Kozłowiecki SJ (ur. 1 kwietnia 1911 w Hucie Komorowskiej, zm. 28 września 2007 w Lusace) – polski duchowny rzymskokatolicki, jezuita, misjonarz, arcybiskup metropolita lusakijski w latach 1959–1969, kardynał prezbiter od 1998.

## Życiorys
Syn Adama i Marii z Janochów z rodziny Kozłowieckich herbu Ostoja. W latach 1921–1925 uczęszczał do Zakładu Naukowo-Wychowawczego św. Józefa w Chyrowie, prowadzonego przez jezuitów. Następnie kształcił się w Państwowym Gimnazjum Św. Marii Magdaleny w Poznaniu (1926–1929), gdzie zdał egzamin dojrzałości (w jego klasie był Adam Niebieszczański). 30 lipca 1929 wstąpił do zakonu jezuitów (SJ), odbył nowicjat w Starej Wsi, następnie studiował na zakonnym Wydziale Filozoficznym w Krakowie (1931–1932) i na Wydziale Teologicznym Bobolanum w Lublinie (1933–1937). Święcenia kapłańskie otrzymał z rąk biskupa Karola Niemiry 24 czerwca 1937 w Lublinie, a uroczyste śluby zakonne złożył 15 sierpnia 1945 w Rzymie. 
W latach 1933–1934 pracował jako wychowawca młodzieży w konwikcie Zakładu Naukowo-Wychowawczego Św. Józefa w Chyrowie. 10 listopada 1939 został aresztowany przez gestapo. Początkowo był więziony w Krakowie, a następnie w Nowym Wiśniczu koło Bochni. W czerwcu 1940 trafił do niemieckiego obozu koncentracyjnego Auschwitz (nr obozowy 1006), a w grudniu 1940 został przewieziony do obozu Dachau (nr obozowy 22187), gdzie doczekał wyzwolenia KL Dachau przez wojska amerykańskie 29 kwietnia 1945. Po krótkim pobycie w Rzymie wyjechał na własną prośbę na misję jezuicką do Północnej Rodezji (późniejsza Zambia). Organizował dom zakonny oraz szkolnictwo katolickie w regionie Kasisi. Od 1950 pełnił funkcję administratora apostolskiego wikariatu apostolskiego Lusaka. 
4 czerwca 1955 papież Pius XII prekonizował go biskupem tytularnym Diospolis Inferior i wikariuszem apostolskim Lusaki. Święcenia biskupie przyjął 11 września 1955 z rąk arcybiskupa Jamesa Knoxa. W kwietniu 1959 został promowany na pierwszego arcybiskupa metropolitę Lusaki. W 1966 wybrano go na pierwszego przewodniczącego Konferencji Episkopatu Zambii. Brał udział w obradach Soboru Watykańskiego II, a także w sesjach Światowego Synodu Biskupów w Watykanie. 
29 maja 1969 na własną prośbę został zwolniony z obowiązków arcybiskupa Lusaki; umożliwił w ten sposób nominację zambijskiego księdza Emmanuela Milingo, otrzymując jednocześnie stolicę tytularną Potentia in Piceno. Powrócił do pracy misyjnej, był proboszczem i wikariuszem w parafiach Zambii (Chingombe, Mumbwa, Chikuni, Chilalantambo, Lusaka, Mulungushi, Mpunde). Pełnił także funkcję przewodniczącego Papieskich Dzieł Misyjnych w Zambii (1970–1991).
Publikował artykuły w krakowskim „Tygodniku Powszechnym” i kolońskim piśmie „Die Katholische Missionen”; ogłaszał listy pasterskie, wydał również wspomnienia Ucisk i strapienie. Pamiętnik więźnia 1939-1945 (1967) oraz Moja Afryka, moje Chingombe (1998). Został uhonorowany m.in. Orderem Zasługi RP oraz zambijskim Orderem Wolności. 
W lutym 1998 Jan Paweł II wyniósł go do godności kardynalskiej, nadając tytuł prezbitera Kościoła św. Andrzeja na Kwirynale. W chwili nominacji kardynalskiej miał 87 lat, w związku z czym nigdy nie posiadał prawa udziału w konklawe.
Zmarł rano 28 września 2007 w szpitalu w Lusace. 4 października ciało zostało wystawione w archikatedrze w Lusace, gdzie wieczorem Mszy żałobnej przewodniczył przełożony tamtejszej prowincji Towarzystwa Jezusowego. Uroczystości pogrzebowe odbyły się 5 października w stolicy Zambii na Pope’s Square. Przewodniczył im arcybiskup metropolita Lusaki Telesphore George Mpundu. Homilię wygłosił abp Medardo Joseph Mazombwe, emerytowany arcybiskup Lusaki. Zmarły misjonarz został pochowany przy nowej archikatedrze Dzieciątka Jezus w Lusace.

## Odznaczenia i upamiętnienie

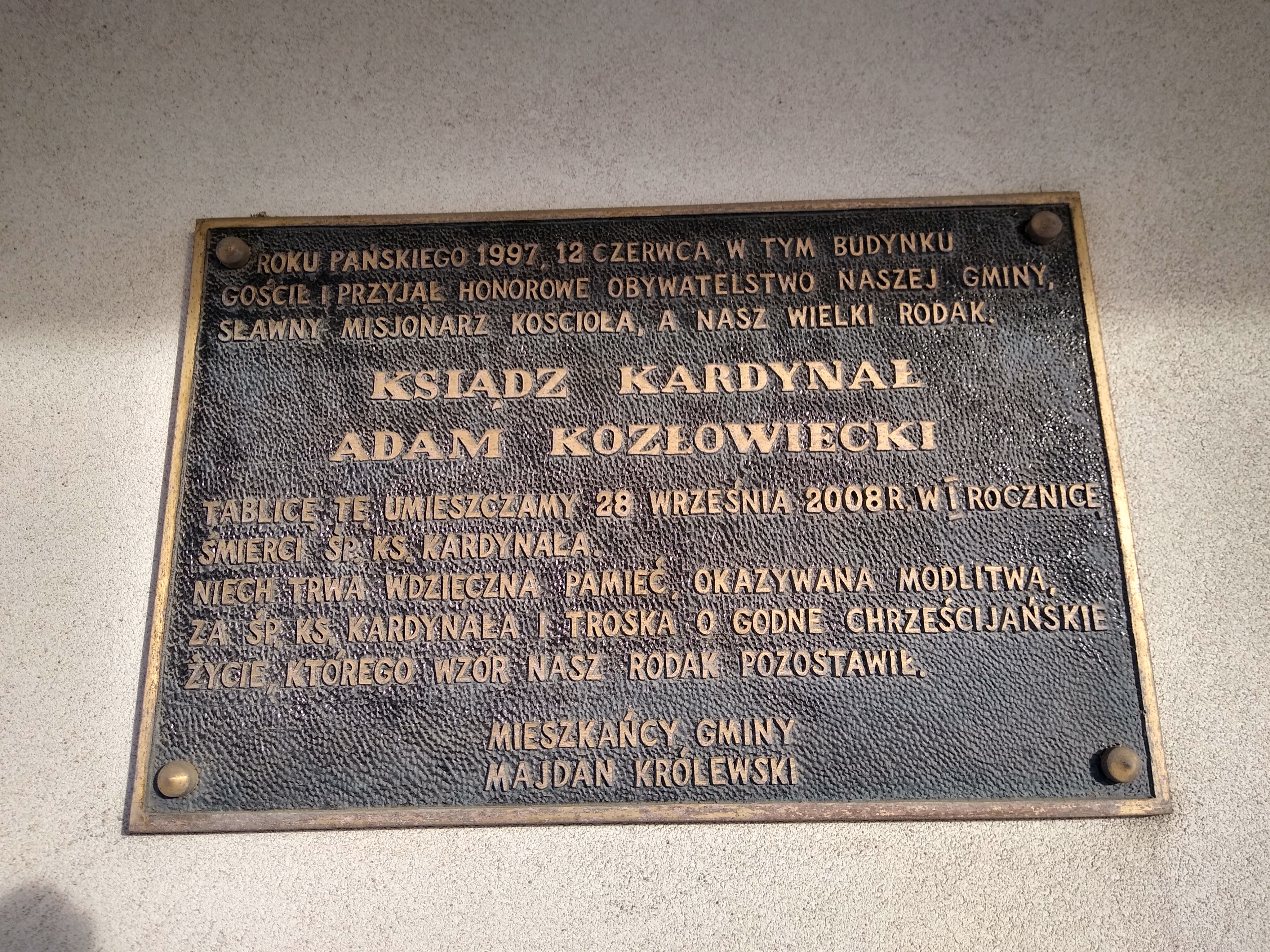
Tablica upamiętniająca wizytę i przyjęcie Honorowego Obywatelstwa Gminy Majdan Królewski przez kardynała Adama Kozłowieckiego

25 maja 1985 został odznaczony przez prezydenta Kennetha Kaundę Order of the Grand Companion of Freedom w klasie Wielki Komandor. 19 grudnia 2006 otrzymał francuski Order Narodowy Legii Honorowej. 5 kwietnia 1995 prezydent Lech Wałęsa nadał mu Krzyż Komandorski Orderu Zasługi Rzeczypospolitej Polskiej.
Postanowieniem Prezydenta Rzeczypospolitej Polskiej Lecha Kaczyńskiego z 24 maja 2007 „za wybitne zasługi w pracy misyjnej, za działalność na rzecz ludzi potrzebujących pomocy, za patriotyczną postawę rozstawiającą imię Polski w świecie” odznaczony został Krzyżem Wielkim Orderu Odrodzenia Polski. W imieniu Prezydenta RP order wręczył kardynałowi Piotr Latawiec, dyrektor Biblioteki Głównej oraz członek Senatu Uniwersytetu Kardynała Stefana Wyszyńskiego w Warszawie, podczas oficjalnej wizyty Senatu Uniwersytetu w Republice Zambii, 25 lipca 2007.
Został odznaczony odznaką honorową „Zasłużony dla Województwa Podkarpackiego”. Senat UKSW 22 marca 2007 postanowił nadać kardynałowi Kozłowieckiemu doktorat honoris causa. Został wręczony 25 lipca 2007.
Jego imieniem nazwano szkołę w Hucie Komorowskiej w powiecie kolbuszowskim.
Pamiątki związane z osobą kardynała – w tym jego pierścień, paliusz biskupi, piuska i pas biskupi, bulle papieskie przydzielające mu tytularne biskupstwa we Włoszech (Potenza Picena i kościół S. Andrea a Quirinale), medale i odznaczenia, w tym: Order Polonia Restituta i medal Legii Honorowej Republiki Francuskiej – przechowywane są w zbiorach Muzeum Towarzystwa Jezusowego Prowincji Polski Południowej w Starej Wsi k. Brzozowa (woj.podkarpackie).
27 maja 1997 otrzymał honorowe obywatelstwo gminy Majdan Królewski. 26 marca 2008 powołano w Majdanie Królewskim Fundację im. Księdza Kardynała Adama Kozłowieckiego – „Serce bez granic”. Fundacja ma na celu rekonstrukcję pałacu Kozłowieckich w Hucie Komorowskiej z przystosowaniem na centrum pamięci o kardynale Adamie Kozłowieckim oraz utworzenie Diecezjalnego Centrum Misyjnego o charakterze formacyjno-edukacyjnym. W I rocznicę śmierci 2 października 2008 odsłonięto na budynku urzędu Gminy Majdan Królewski tablicę upamiętniającą wizytę i przyjęcie Honorowego Obywatelstwa Gminy przez kardynała.
31 marca 2011 r. z okazji setnej rocznicy urodzin Adama Kozłowieckiego Poczta Polska wyemitowała w nakładzie 400 tys. sztuk upamiętniający go znaczek pocztowy o nominale 1,95 zł.
26 września 2011 w rodzinnej Hucie Komorowskiej zostało otwarte Muzeum im. kard. Kozłowieckiego.
W 2013 r. pojazd szynowy 36WE Impuls zakupiony przez samorząd województwa podkarpackiego otrzymał na wniosek Fundacji „Serce bez granic” imię ks. kardynała Adama Kozłowieckiego SJ.

## Prace
- Ucisk i strapienie. Pamiętnik więźnia 1939-1945, wyd. I: Kraków 1967; wyd. II: 2 t., Kraków 1995; wyd. III: Kraków 2008.
- Listy z misyjnego frontu, red. Ludwik Grzebień SJ (= Wśród ludu Zambii, t. 2), Kraków 1977.
- Moja Afryka, moje Chingombe. Dzieje misjonarza opisane w listach do przyjaciół, red. Ludwik Grzebień, Kraków 1998.